# Plaza Rawda
La plaza Al-Rawda (en árabe: ساحة الروضة‎:  / ALA-LC: sāḥat ar-Rawḍah) es una plaza del nor-oeste de Damasco. En la plaza se encuentra el National Security Building, donde el Ministro de Defensa y el cuñado del presidente Bashar al-Assad fueron asesinados (véase: Atentado en Damasco de julio de 2012 ) durante la guerra civil siria.